# アフシン・ペイラヴァニ
アフシン・ペイラヴァニ（Mohammad Ali Peyrovani、1970年2月6日 - ）は、イランの元サッカー選手。元イラン代表。ポジションはディフェンダー。

## 来歴
1993年にイラン代表デビュー。AFCアジアカップ1996では全6試合に出場、3位となった。1998 FIFAワールドカップ・アジア予選では15試合に出場、5大会ぶりのワールドカップ出場権を獲得した。1998 FIFAワールドカップでも1試合に出場した。2002年までに65試合に出場した。

## 代表歴

### 出場大会
- イラン代表
  - 1998 FIFAワールドカップ

### 試合数
- 国際Aマッチ 65試合 0得点（1993年-2002年）[1]

| イラン代表 | 国際Aマッチ | 国際Aマッチ |
| 年         | 出場        | 得点        |
| ---------- | ----------- | ----------- |
| 1993       | 1           | 0           |
| 1994       | 2           | 0           |
| 1995       | 0           | 0           |
| 1996       | 17          | 0           |
| 1997       | 18          | 0           |
| 1998       | 3           | 0           |
| 1999       | 0           | 0           |
| 2000       | 7           | 0           |
| 2001       | 14          | 0           |
| 2002       | 3           | 0           |
| 通算       | 65          | 0           |